# José Raúl Capablanca
José Raúl Capablanca y Graupera (født 19. november 1888, død 8. marts 1942) var stormester i skak fra begyndelsen til midten af det 20. århundrede. Han stammede fra Cuba og var verdensmester i skak fra 1921 til 1927.
Capablanca viste meget tidligt fænomenale evner for skak og har blandt skakkens vidunderbørn en stilling, der kan siges at svare til Mozarts i musikken.
Han er den eneste stormester, om hvem der er udgivet en bog med alle hans tabspartier. Det er en lille, tynd bog, for han tabte i hele sit liv kun 36 partier, hvoraf en stor del, da han var kommet op i årene.